# Hastatis auricollis
Hastatis auricollis là một loài bọ cánh cứng trong họ Cerambycidae.